# Seznam krajev svetovne dediščine v Libanonu
To je seznam območij svetovne dediščine V Libanonu.

## Seznam
Spodnji seznam vsebuje sliko mesta ali dela mesta; ime, kot ga je vpisal UNESCO; Lokacija; država pogodbenica predlagateljica; merila, ki jih območje izpolnjuje, vključno s tem, ali je kulturno, naravno ali mešano; površina v hektarjih in hektarjih, brez varovalnih pasov, z vrednostjo nič, kar pomeni, da UNESCO ne objavlja nobenih podatkov; leto vpisa mesta; in opis mesta.
| Ime Unesco slovensko ime | Slika | Lokacija                                                                            | Kriterij                | Površina ha | Leto | Opis |
| --- | ----- | ----------------------------------------------------------------------------------- | ----------------------- | ----------- | ---- | --- |
| Andžar Ruševine Andžarja |       | Beka guvernat, · Lebanon · 33°43′33″N 35°55′47″E / 33.72583°N 35.92972°E            | Kulturno: (iii)(iv)     | —           | 1984 | Mesto Andžar, ustanovljeno v zgodnjem 8. stoletju, je bilo po padcu Omajadskega kalifata hitro opuščeno, ostale pa so ruševine obzidij, stolpov, palač, mošej in kopališč, ki predstavljajo primer urbanističnega načrtovanja iz obdobja Omajadov.                                                       |
| Baalbek Ruševine Baalbeka |       | Baalbek-Hermel guvernat, · Lebanon · 34°00′25″N 36°12′18″E / 34.00694°N 36.20500°E  | Kulturno: (i)(iv)       | —           | 1984 | Feničansko mesto Baalbek, prej znano kot Heliopolis, gosti nekaj največjih in najbolje ohranjenih rimskih templjev, vključno s templjem Jupitra, Venere in Bakhov tempelj. |
| Biblos Ruševine Biblosa |       | Libanonske gore guvernat, · Lebanon · 34°07′09″N 35°38′51″E / 34.11917°N 35.64750°E | Kulturno: (iii)(iv)(vi) | —           | 1984 | Biblos je bil neprekinjeno naseljen že od neolitika in je bil eno najstarejših mest feničanskega izvora. Od takrat je bil priča perzijski, rimski, križarski in otomanski okupaciji, vsaka pa je vplivala na njegovo arhitekturo. Biblos je imel tudi pomembno vlogo pri širjenju feničanske abecede.    |
| Ouadi Qadisha (the Holy Valley) and the Forest of the Cedars of God (Horsh Arz el-Rab) Dolina Kadiša Sveta dolina (Ouadi Kadiša) in gozd božjih ceder |       | Severni Libanon guvernat, · Lebanon · 34°14′36″N 36°02′56″E / 34.24333°N 36.04889°E | Kulturno: (iii)(iv)     | —           | 1998 | Dolina Kadiša je nudila zavetje krščanskim skupnostim že od začetkov krščanstva, kjer je bilo veliko samostanov in puščavnic. Gozd božjih ceder je med zadnjimi lokacijami, kjer še raste Cedrus libani (Libanonska cedra), zgodovinsko eden najbolj cenjenih gradbenih materialov.                      |
| Rachid Karami International Fair-Tripoli Mednarodni sejem Rachid Karami-Tripoli                                                                       |       | Severni Libanon guvernat, · Lebanon · 34°26′21″N 35°49′27″E / 34.43917°N 35.82417°E | Kulturno: (ii)(iv)      | —           | 2022 | Mednarodni sejem Rachid Karameh v Tripoliju v severnem Libanonu, je leta 1962 zasnoval brazilski arhitekt Oscar Niemeyer na 70 hektarjev velikem območju med zgodovinskim središčem Tripolija in pristaniščem Al Mina. Sejem je bil vodilni projekt modernizacijske politike Libanona v 1960-ih.         |
| Tir Ruševine Tira |       | Južni Libanon guvernat · Lebanon · 33°16′19″N 35°11′40″E / 33.27194°N 35.19444°E    | Kulturno: (iii)(vi)     | 154 (380)   | 1984 | Staro feničansko mesto Tir je bilo ena najpomembnejših pomorskih velesil v vzhodnem Sredozemlju in domnevno je bilo tam odkrito vijolično barvilo. Obstoječi arheološki ostanki segajo predvsem v rimski čas, vključno s termami, areno, cesto s stebriščem, slavolokom zmage, akvaduktom in hipodromom. |